# روز لي
روز لي (بالإنجليزية: Gypsy Rose Lee)‏ (و. 1911 – 1970 م) هي ممثلة، وكاتبة سيناريو، وراقصة تعري، وممثلة تلفزيونية، من الولايات المتحدة الأمريكية، ولدت في سياتيل، واشنطن، توفيت في لوس أنجلوس، عن عمر يناهز 59 عاماً بسبب سرطان الرئة.

## وصلات خارجية
- روز لي على موقع IMDb (الإنجليزية)
- روز لي على موقع الموسوعة البريطانية (الإنجليزية)
- روز لي على موقع ألو سيني (الفرنسية)
- روز لي على موقع ميوزك برينز (الإنجليزية)
- روز لي على موقع أول موفي (الإنجليزية)
- روز لي على موقع قاعدة بيانات برودواي على الإنترنت (الإنجليزية)
- روز لي على موقع قاعدة بيانات الأفلام السويدية (السويدية)
- روز لي على موقع إن إن دي بي (الإنجليزية)
- روز لي على موقع قاعدة بيانات الفيلم (الإنجليزية)
- روز لي على موقع كينوبويسك (الروسية)